# Peter II av Oldenburg
Peter II av Oldenburg, född 7 augusti 1827, död 13 juni 1900, var storhertig av Oldenburg från 1853 till 1900.

## Biografi
Peter II var son till Paul Fredrik August av Oldenburg och Ida von Anhalt-Bernburg-Schaumburg-Hoym.
Han stödde 1866 Kungariket Preussen i Tyska enhetskriget och belönades senare med Ahrensbök i Holstein, när han avstod från sina anspråk på Schleswig-Holstein för en miljon thaler.

### Familj
Peter gifte sig i Hildburghausen 1852 med Elisabeth av Sachsen-Altenburg (1826–1896), dotter till Josef av Sachsen-Altenburg.
1. Fredrik August II av Oldenburg (1852–1931), storhertig av Oldenburg
2. Georg (1855–1939)